# 虛擬IP地址
虚拟IP地址是指沒有實際分配到的IP地址的一台裝置上網時用到的IP地址，不過其用到的IP地址並非是直接分配給它的IP地址。出現虛擬IP地址的原因是IP地址資源緊缺，裝置沒有分配到IP地址。使用虛擬IP地址的裝置透過有分配到真實IP地址的設備連接互聯網，有分配到真實IP地址的裝置實際充當代理服務器的作用。

## 虛擬 IP 的範圍
- A 級網路（24-bit block）：10.0.0.0 － 10.255.255.255，計有16,777,216。
- B 級網路（20-bit block）：172.16.0.0 － 172.31.255.255，計有1,048,576。
- C 級網路（16-bit block）：192.168.0.0 － 192.168.255.255，計有65,536。